# Eurochannel
Eurochannel (Евроканал) — кабельный и спутниковый телевизионный канал, первоначально созданный группой «Abril» в Бразилии в 1994 г. Затем, в 2000 г. этот канал был приобретён «Multi Thematiques Inc.» («Canal + Group» и «Vivendi»). Четыре года спустя его купил Густаво Вайнштейн, бывший директор «Noos».

## Евроканал
- «Евроканал» предназначен для пропаганды богатой европейской культуры и европейского стиля жизни во всём мире. Он круглосуточно транслирует исключительно европейские передачи в оригинальной версии с субтитрами. В настоящее время «Евроканал» предлагают более двухсот кабельных и спутниковых провайдеров.
- «Евроканал» транслирует свои программы по всей Латинской Америке, Канаде и в странах Карибского моря с испанскими и португальскими субтитрами.
- Доступен более чем в 10,5 миллионах домов, достигая более 25 миллионов людей в 25 странах.
- Евроканал предлагает фильмы и сериалы, программы о моде, искусстве.
- До 30 апреля 2008 Евроканал был доступен в США.
- В июле 2009 года, Евроканал запуски своих абонентов на журнал: Eurochannel руководства. Eurochannel Руководство доступно каждого месяца на веб-сайте.

### Еврокино
Транслируя более 70 фильмов в месяц и 3 новых фильмов в неделю, канал даёт вам возможность познакомиться с самыми знаменитыми европейскими актёрами, такими как: Пенелопа Крус, Антонио Бандерас, Жерар Депардьё, Катрин Денёв, Марчелло Мастроянни, Моника Беллуччи, Оливье Мартинес, Джеральдин Чаплин, Энтони Хопкинс и др.
- Циклы: 4 фильма одного режиссёра, актёра, актрисы или вокруг одной темы.
- Тематические вечера, посвящённые актёру, актрисе, режиссёру или специфическому предмету, который объединяет художественные и документальные фильмы.
- Ностальгические вечера, которые посвящаются самым знаменитым личностям европейского кино.
- Мини-сериалы: «Бальзак: жизнь страсти» — в главных ролях: Жерар Депардьё, Фанни Ардан, Жанна Моро, Вирна Лизи; «Дитя света» — в главных ролях: Натали Бай; «Растиньяк» — в главных ролях: Жоселин Куиврен и Фланнан Обе; «Отверженные» — в главных ролях: Жерар Депардьё, Жанна Моро и Джон Малкович; «Зеркало воды» — в главных ролях: Лин Рено и Кристиана Реали.

### Евросериалы
- Офис — британский сериал. Это реалити-шоу основано на реальных ситуациях, которые должны быть знакомы каждому, кто проводит рабочий день в офисе. В 2004 г. сериал получил награду «Золотой Шар» в номинациях «Лучший телесериал -комедия» и «Лучшая актёрская работа в телесериале — комедии».
- Coupling. Этот сериал — комедия с короткими и смешными диалогами, которые дают представление об отношениях и повседневной жизни круга друзей, которые любят встречаться и расслабляться в Лондонских пабах.
- Аш — французская комедия, действие которой происходит в ортопедической клинике, управляемой помешанным профессором Штраусом.
- Manchild — юмористический сериал, описывающий личные разочарования четырёх друзей, которым за тридцать лет и которые безнадёжно пытаются возвратиться в молодость. Современная комедия без политической корректности.
- Клара Шеллер — по традиции «Секс в большом городе», это городская, женская и метросексуальная передача. С весёлым юмором, «Клара Шеллер» получила награду « Лучший телесериал» на фестивале «Luchon».
- Венера и Аполлон. Сериал на основе фильма «Venus Beauté». В уютном и спокойном салоне красоты мужчины и женщины наблюдают друг за другом, утешают друг друга, мечтают, признаются в любви, открывают друг другу тайны.
- Седьмое небо (2005) — бельгийский сериал от «RTBF», который рисует повседневную жизнь редакторов журнала и приглашает нас узнать об их работе и успехах, а также трудностях.
- Люди, похожие на нас (1999). Действие этого британского сериала происходит вокруг главного персонажа, Роя Малларда — это талантливый исследователь, который приезжает в Англию, чтобы продюсировать фильмы об обыкновенных людях, «похожих на нас».
- Burn it. (2003) Британский сериал.
- Fans United. (2005) Британский сериал.
- High Times. (2004) Шотландский сериал.
- Новеллы Мопассана и  Век Мопассана. Повести и рассказы XIX столетия  — французские телесериалы—антологии телеканала France 2 (2007—2011) дают возможность зрителям увидеть экранизации известных и малоизвестных произведений классиков французской литературы XIX века Ги де Мопассана, Виктора Гюго, Оноре де Бальзака, Эмиля Золя, Анатоля Франса, Октава Мирбо, Жюля Ренара, Эмиля Габорио, Гастона Леру, и других. Сериалы поставлены близко к литературным первоисточникам без вольных отступлений от сюжетов, в сериалах прекрасно воссоздана атмосфера Франции XIX века. В этих сериалах у зрителей есть возможность увидеть прекрасные режиссёрские работы таких признанных мастеров французской режиссуры, как Клод Шаброль, Жак Сантамария, Жак Руффио, Лоран Эйнеман[фр.], Жерар Журдюи[фр.], Дени Мальваль[фр.], Марк Ривьер[фр.], Оливье Шацки[фр.], Жан-Даниэль Верхак[фр.], Филипп Беранже[фр.], Филипп Монье[фр.], и других. В этих сериалах зрители увидят прекрасные актёрские работы таких известных французских актёров, как Жан Рошфор, Сесиль де Франс, Мари-Анн Шазель, Анн Парийо, Филипп Торретон, и познакомятся с работами менее известных или начинающих актёров, таких, как Мари Кремер, Тома Шаброль, Ана Жирардо, Жюльен Рошфор, Мари Денарно, Жереми Ренье, Марианна Басле, и многих других.

### Евромузыка
Концерты, интервью, видео, документальные фильмы, специальные репортажи о европейской поп-музыке, новости о группах и певцах: U2, Стинг, Пол Маккартни, Алехандро Санз, Oasis, Fatboy Slim, Coldplay, Крейг Дэвид, Элтон Джон, Blur, Stereophonics, Rolling Stones, The Chemical Brothers, Робби Уильямс, Radiohead, Texas, Jamiroquai, Бьорк. Каждое воскресение вечером идёт концерт или «специальная программа».

### Европутешествие
«Евроканал» представляет передачи, которые помогут узнать о самых красивых и необычных местах в Европе, туристических маршрутах, жилье, магазинах, ресторанах, культурных мероприятиях.

### Евромода
Самые последние тенденции и информация о мире моды от самых знаменитых дизайнеров: Джорджо Армани, Кристиана Диора, Валентино, Жана-Поля Готье, Джианни Версаче, Карла Лагерфельда, Стеллы Маккартни, Александра Маккуина, Вивьен Вествуд, Дольче и Габбана, Иссея Мияке, Джулиена Макдональда, Джона Гальяно…
- Портреты самых знаменитых дизайнеров
- Интервью
- Самые последние шоу моды
- Документальные фильмы о великих людях в мире моды
- Стиль жизни и тенденции

### Еврожурнал
Еврожурнал предлагает множество передач о людях, которые знакомы всему миру в их области: шоу-бизнес, мода, архитектура, фотография, дизайн, культура или литература, например о Питере Линдберге, Филиппе Старке, Картье, Моне, Эдит Пиаф, Гарсиа Лорке. Показываются интервью с Майклом Кейном, Хью Джекманом, Хизер Миллс, и документальные фильмы о торговых центрах: «Хэрродс», «Лё Бон Марше».